# Țar Asen, Tărgoviște
Țar Asen (în bulgară Цар Асен) este un sat în comuna Popovo, regiunea Tărgoviște,  Bulgaria. 

## Demografie
Componența etnică a satului Țar Asen
     Bulgari (95,7%)
     Turci (3,68%)
     Nicio identificare (0,61%)
     Altele (0%)
La recensământul din 2011, populația satului Țar Asen era de 163 locuitori. Din punct de vedere etnic, majoritatea locuitorilor (95,7%) erau bulgari, cu o minoritate de turci (3,68%). Pentru 0,61% din locuitori nu este cunoscută apartenența etnică.